# Ramieniowe
Ramieniowe (Tentaculata) – gromada morskich zwierząt bezkręgowych należących do typu żebropławów (Ctenophora). Organizmy znajdujące się w tej gromadzie posiadają ramiona, niektóre tylko w stadium młodocianym.
Ramieniowce grupuje się w 4 rzędy:
- Cydippida
- Labota
- Cestida
- Platyctenida